# Лінгуляти
Лінгуляти (Lingulata) — клас плечоногих, що включає всі сучасні види брахіопод та велику кількість викопних, які відомі з кембрійського періоду. Це морські тварини, що живуть у мушлях, які утворені з фосфату кальцію, протеїну та хітину.

## Класифікація
Клас Lingulata
- Ряд Lingulida
  - Надродина Discinoidea
    - Родина Discinidae
    - Родина Trematidae †

  - Надродина Linguloidea
    - Родина Lingulidae
    - Родина Aulonotretidae †
    - Родина Dysoristidae †
    - Родина Elkaniidae †
    - Родина Eoobolidae †
    - Родина Lingulasmatidae †
    - Родина Lingulellotretidae †
    - Родина Obolidae †
    - Родина Paterulidae †
    - Родина Pseudolingulidae †
    - Родина Zhanatellidae †

  - Надродина Acrotheloidea †
    - Родина Acrothelidae †
    - Родина Botsfordiidae †
- Ряд Acrotretida †
  - Надродина Acrotretoidea †
    - Родина Acrotretidae †
    - Родина Biernatidae †
    - Родина Ceratretidae †
    - Родина Curticiidae †
    - Родина Ephippelasmatidae †
    - Родина Eoconulidae †
    - Родина Scaphelasmatidae †
    - Родина Torynelasmatidae †
- Ряд Siphonotretida †
  - Надродина Siphonotretoidea †
    - Родина Siphonotretidae †
- Lingulata incertae sedis
  - Рід Dactylotreta †
    - Вид Dactylotreta unda †